# Вовченко Олександр Леонідович
Вовченко Олександр Леонідович (нар. 3 лютого 1978, м. Київ) — український політик, громадський діяч, депутат Київської міської ради VII скликання, президент Інституту реформ та розвитку Києва, голова громадської спілки «За українськомовний Київ», голова Київського осередку Всеукраїнського товариства Івана Огієнка, член Експертної групи з питань мовної політики при Кабінеті Міністрів України, кандидат економічних наук (2004).

## Життєпис

### Освіта
1995 — закінчив Київську загальноосвітню школу № 5 Печерського району міста Києва.
2000 — закінчив Київський національний економічний університет імені Вадима Гетьмана, спеціальність «Облік і аудит», здобув кваліфікацію магістра з обліку і аудиту в управлінні банками.
2004 — захистив дисертацію на тему «Облік і аналіз банківського фінансування капітальних вкладень». Кандидат економічних наук зі спеціальності бухгалтерський облік, аналіз та аудит. Опублікував шість наукових праць.

### Кар'єра
2000—2005 — провідний спеціаліст, головний спеціаліст, начальник відділу Акціонерного комерційного банку «Київ».
2003—2004 — директор ТОВ «ЕнергоКом» (за сумісництвом).
2005—2012 — заступник директора, директор будівельної компанії ТОВ «Житлобудінвест».
2012—2014 — керівник житлово-експлуатаційної компанії ТОВ «Ітон Груп».
З лютого 2015 по 6 жовтня 2015 рр. — керівник Служби Віце-прем'єр-міністра України, керівник групи радників Служби Віце-прем'єр-міністра України Валерія Вощевського.
У грудні 2015 року Олександр Вовченко заснував та очолив Інститут реформ та розвитку Києва.

## Політична та громадська діяльність
У 2014 році на виборах до Київської міської ради був обраний депутатом від Радикальної партії Олега Ляшка (№ 7 у партійному списку).
Займав посаду заступника голови Постійної комісії з питань бюджету та соціально-економічного розвитку. Працював заступником голови Тимчасової контрольної комісії Київради з питань перевірки комунальних підприємств територіальної громади міста, був членом Тимчасової контрольної комісії Київради з питань перевірки легітимності рішень, прийнятих після травня 2006 року.
Наприкінці березня 2016 року Олександр Вовченко спільно із керівником Національного заповіднику «Софія Київська» Нелею Куковальською ініціювали активну роботу щодо повернення останків князя Ярослава Мудрого до України.
У липні 2016 року обраний заступником голови Міжвідомчої робоча група з питань реалізації Концепції розвитку української мови, культури й виховання історичної пам'яті у жителів Києва при Київській міській державній адміністрації.
У липні 2017 року обраний головою Київського осередку Всеукраїнського товариства Івана Огієнка.
У вересні 2017 року Олександр Вовченко очолив громадську спілку «За українськомовний Київ».
У вересні 2018 року Олександр Вовченко увійшов до складу Експертної групи з питань мовної політики при Кабінеті Міністрів України, що була створена відповідно до указу Президента України про невідкладні заходи щодо зміцнення державного статусу української мови та сприяння створення єдиного культурного простору України.
З 2018 року входить у комісію з присудження Всеукраїнської премії Івана Огієнка.
Олександр Вовченко щорічно бере участь в роботі журі Міського конкурсу читців, присвяченого творчості Тараса Шевченка, серед столичних школярів.

## Сім'я
Одружений, виховує трьох синів і доньку.